# 瑞典圣洁会
瑞典圣洁会（瑞典語：Helgelse-Förbundet）是瑞典的一个圣洁会团体，为内地会的协同公会。
瑞典圣洁会差会成立于1885年，总部库姆拉。该会于1888年（或1890年）来华传教，驻山西大同。
1919年，瑞典圣洁会在中国山西省有传教站7个，西教士27人，受餐信徒787人；在四川省有西教士1人，驻巴州（1890年代）。
1935年，瑞典圣洁会在华有西教士36人，分驻山西、四川二省，总堂设在：大同西、右玉（1895）、左云（1895）、浑源（1898）、天镇（1910）、灵丘（1913）、朔州（1914）、怀仁（1919）、阳高、广灵、岱岳、大同东以及巴中、新店子。